# Senghenydd
Senghenydd è un villaggio nel distretto della contea gallese di Caerphilly. Insieme ad Abertridwr a sud, forma la comunità di Aber Valley. Aber Valley contava 6 696 abitanti nel 2001.

## Posizione

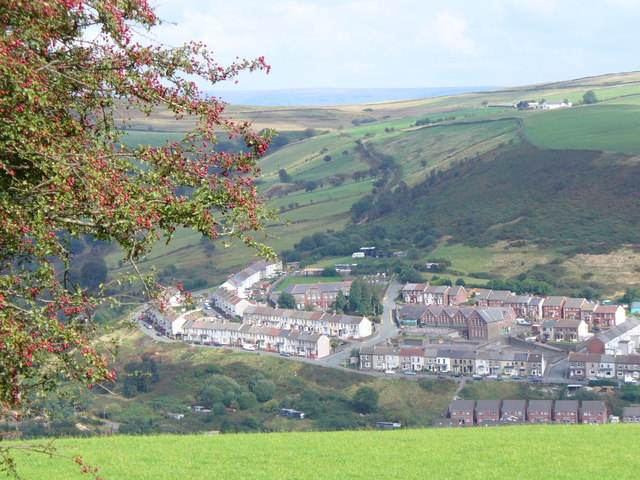
Senghenydd, nella valle sottostante fiancheggiata su entrambi i lati da nuove abitazioni.

Il villaggio si trova a nord di Abertridwr, all'estremità settentrionale di Aber Valley, a circa 6 km a nord-ovest di Caerphilly. Il villaggio si trova nella profonda valle del ruscello Nant Cwm-parc, che, insieme ad altri ruscelli, forma il fiume Aber 1 km a sud di Abertridwr.

## Storia

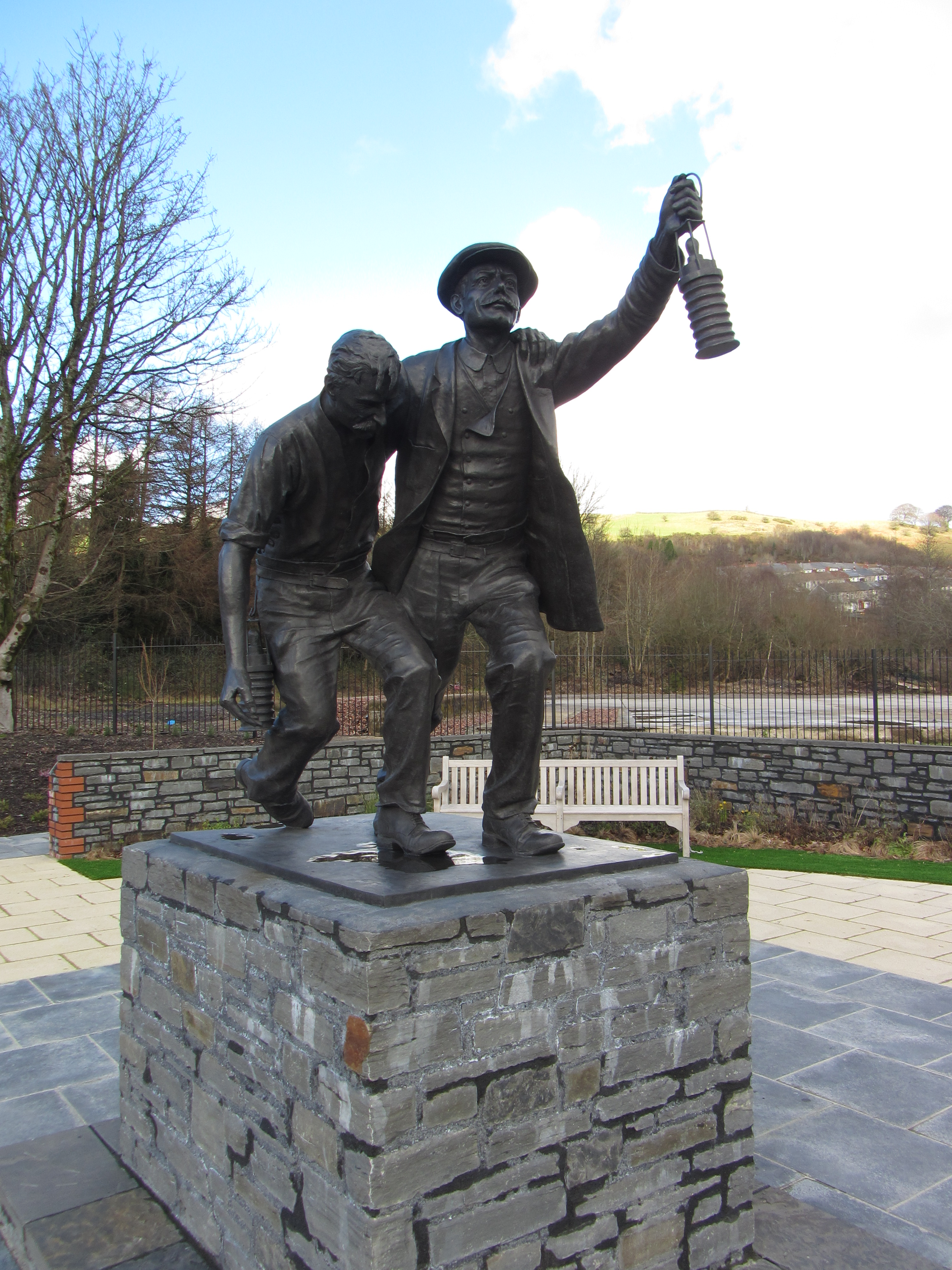
Il Memoriale minerario nazionale gallese.

Alla fine del XIX secolo, emersero diversi insediamenti minerari nella regione a causa dell'estrazione del carbone, di cui quello nella settentrionale Aber Valley prese il nome dall'antico Cantref Senghenydd. Nel 1901, 81 minatori morirono in un'esplosione di gas da miniera nella miniera di carbone Universal. Il 14 ottobre 1913, nella stessa miniera si verificò il peggior incidente minerario nella storia dell'estrazione del carbone britannica, che uccise 440 persone. Alle 8:10 del mattino si è verificata una grave esplosione nel sottosuolo, che ha provocato gravi danni e incendi nella metà orientale della miniera. A questo punto era appena iniziato il turno di 950 persone. Il lavoro di salvataggio e la ricerca delle persone sepolte sono durate tre settimane e 18 minatori sono stati salvati due settimane dopo l'incidente. Durante le indagini sull'incidente sono state scoperte carenze di sicurezza che avevano già portato all'incidente del 1901 e che violavano le disposizioni di legge ora vigenti.
La miniera di carbone chiuse nel 1928, a causa della quale 2 500 dipendenti persero il lavoro. Un monumento inaugurato nel 1981, una statua in bronzo di un uomo che salva un minatore, commemora le vittime del disastro del 1913 e le altre vittime delle miniere.